# Trejuvell
Trejuvell – miejscowość w Hiszpanii, w Katalonii, w prowincji Lleida, w comarce Alt Urgell, w gminie Les Valls d’Aguilar.
Według danych INE w 2020 roku liczyła 1 mieszkańców – 1 mężczyznę. 